# Genté
Genté é uma comuna francesa na região administrativa da Nova Aquitânia, no departamento de Charente. Estende-se por uma área de 11,59 km². Em 2010 a comuna tinha 906 habitantes (densidade: 78,2 hab./km²).